# Edmontosaurus mummie S.M. R4036

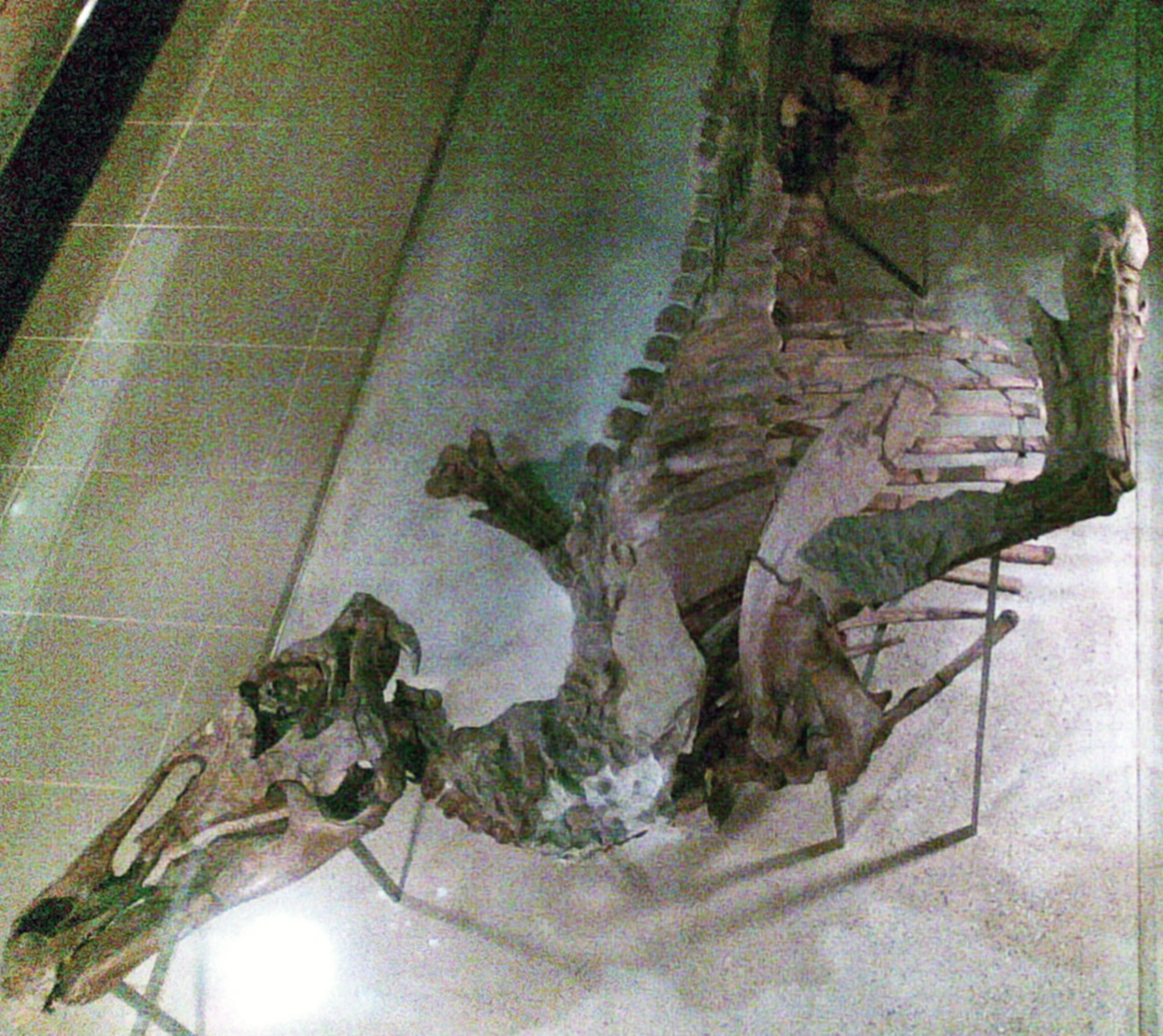
De gemummifieerde Edmontosaurus annectens in het Naturmuseum Senckenberg

S.M. R4036 is het catalogusnummer van het natuurlijk gemummificeerde fossiel van Edmontosaurus annectens dat wordt tentoongesteld in het Naturmuseum Senckenberg in Frankfurt am Main (Duitsland). Edmontosaurus is een geslacht van plantenetende ornithischische dinosauriërs behorend tot de familie Hadrosauridae (klade Euornithopoda) dat tijdens het late Krijt (Laat-Maastrichtien) leefde in het gebied van het huidige Noord-Amerika (Alaska, Colorado, Montana, New Jersey, North Dakota, South Dakota, Wyoming) en Canada (Alberta en Saskatchewan).

## Vondst
S.M. R4036 werd in de zomer van 1910 door een bekende familie paleontologen ontdekt in sedimentgesteenten uit het Boven-Krijt van de Lance Creek-formatie in Niobrara County (toen Converse County), Wyoming. Deze familie, Charles Hazelius Sternberg en zijn drie zoons George, Charles Mortram en Levi, zochten al sedert 1908 naar fossielen in dit gebied. Het was Charles Mortram die tijdens een zoektocht naar fossielen in de omgeving van de Schneider Creek delen van een staart vond die uit zandsteen staken en zo de mummie ontdekte. Het was een uitzonderlijk goed gepreserveerd bijna volledig skelet met afdrukken van grote delen van de huid. Ook de hoornige 'eendesnavel', karakteristiek voor hadrosauriden, was bewaard gebleven.
Het opgraven en het transporteren van het skelet op een wagen van de vindplaats naar een station honderdtwintig km verder in Edgemont, Zuid-Dakota, nam twee maanden in beslag. Volgens Charles Hazelius woog het skelet ongeveer vierduizend-vijfhonderd à vijfduizend kg en had het een lengte van ongeveer 5,25 m, waarvan 1,2 m ingenomen werd door de schedel, 2,4 m door de romp en 1,65 m door de staart. Omdat het de bedoeling was ook alle huidafdrukken te bergen waren de blokken zandsteen die de beenderen van de mummie bevatten opvallend groot. Het blok dat de romp bevatte woog ongeveer 1,6 ton. Het werd bij gebrek aan katrollen door het gebruik van hefbomen van populierenhout stap voor stap tot een hoogte van 1,2 meter opgetild om het later op een wagen te kunnen laden. In afwachting van de wagen werd er ook zand onder geschept ter ondersteuning. De gemummificeerde hadrosauriër werd door Charles Hazelius te koop aan de paleontoloog en toenmalige directeur van het Naturmuseum Senckenberg, Fritz Drevermann, aangeboden die het fossiel dankzij een gift van de industrieel Arthur von Weinberg kon aankopen en toevoegen aan de verzamelingen van het museum. S.M. R4036 is een van de vier best gepreserveerde hadrosauriër mummies die bekend zijn.
De Sternbergfamilie was al sinds 1908 actief in het gebied waar S.M. R4036 gevonden werd. In de periode 1908 - 1909 hadden zij nog een uitzonderlijk goed gepreserveerde mummie van Edmontosaurus ontdekt, bekend onder het catalogusnummer AMNH 5060. In diezelfde periode vonden zij ook twee schedels van Triceratops, waarvan één tezamen met AMNH 5060 aan het American Museum of Natural History in New York verkocht werd en de andere aan het Natural History Museum in London. In de zomer van 1910 vonden zij nog vier schedels van Triceratops, waarvan er twee door het Senckenberg Museum verworven werden.

## Beschrijving
S.M. R4036 is even goed gepreserveerd als AMNH 5060, maar bij de laatste mummie ontbreken de staart, de voeten en een deel van het bekken, terwijl S.M. R4036 bijna volledig is. Beide skeletten werden volledig in anatomisch verband aangetroffen. De beenderen zijn voor het grootste gedeelte driedimensionaal gepreserveerd en zijn dus, zoals bij vele andere fossiele skeletten wel het geval is, niet afgeplat. Bij de mummie S.M. R4036 zijn afdrukken van de huid op de rechterzijde van de romp en de nek gepreserveerd. Ook beide voorarmen vertonen huidafdrukken, met uitzonderlijk goed bewaard gebleven delen op de handen. Deze vertonen schubben met een doorsnede van drie tot vijf millimeter. Tijdens de preparatie van S.M. R4036 werden de meeste huidafdrukken van het skelet gescheiden.

## Tafonomie
Volgens de Sternbergs maken de huidafdrukken geen nauw contact met de beenderen, maar geven ze eerder de originele lichaamscontouren weer, wat aangeeft dat het kadaver niet uitdroogde voordat het door sediment bedekt werd. De Senckenbergmummie werd aangetroffen in een opgerichte houding met de tip van de bek omhoog gericht en de achterpoten tegen het lichaam gedrukt. Hierdoor suggereerden de Sternbergs dat de Edmontosaurus wegzonk in zacht, labiel sediment, zoals drijfzand, waardoor het dier stikte. De eigenaardige houding waarin de mummie aangetroffen werd was volgens hen de doodshouding van het dier nadat het gestikt was in zijn pogingen om te ontsnappen. Maar de sedimentologische eigenschappen van de vindplaats spreken deze hypothese tegen. De hoge graad van preservatie wijst er echter dan weer op dat er een snelle bedekking door sedimenten moet plaatsgevonden hebben. Op basis van de verkrampte lichaamshouding met de nek naar achter gebogen meent het Senckenbergmuseum zelf dat S.M. R4036 waarschijnlijk een door natuurlijke uitdroging gevormde mummie is, zoals de andere Senckenbergmummie AMNH 5060.